# Frères Caudron
Pour les articles homonymes, voir Caudron.
Gaston (18 janvier 1882 - 12 décembre 1915) et René (1er juillet 1884 - 27 septembre 1959) Caudron sont des pionniers français de l'aviation, nés à Favières dans le département français de la Somme. Gaston Caudron se tue avec le mécanicien Jaumes et le dessinateur Démarez le 12 décembre 1915, alors qu'il effectue à Bron le vol d'essai d'un Caudron R4 fraîchement assemblé.

## Biographie

### Famille
Gaston et René Caudron sont les fils d'Alphonse Jean-Baptiste Caudron, cultivateur, et de son épouse, Marie Caroulle, domiciliés à Favières dans le département français de la Somme.
Alphonse Joseph Augustin, dit Gaston, Caudron est né le 18 janvier 1882 à Favières dans le département de la Somme et mort pour la France le 12 décembre 1915, à la suite d'une chute d'aéroplane, sur l'aéroport de Bron dans le département du Rhône,.
René Albert Joseph Caudron est né le 1er juillet 1884, à Favières et mort le 27 septembre 1959 à Nampont dans le département de la Somme.

### Les activités aéronautiques

#### Pilotes
Gaston et René Caudron se passionnèrent pour l'aviation naissante et réalisèrent durant l'été 1908 un planeur, Romiotte 1, qu'ils firent voler au printemps 1909 à la Ferme de Romiotte, entre Ponthoile et Forest-Montiers à quelques kilomètres du Crotoy. Celui-ci était tiré par un cheval, la jument Luciole et réalisa neuf vols en ligne droite de 800 à 1 200 m. sous le pilotage de René.
René Caudron a été le premier pilote à se poser à Paris-Plage, le dimanche 10 juillet 1910. Une médaille d'or lui fut offerte à cette occasion par Léon Soucaret, maire du Touquet-Paris-Plage. René Caudron revint par la suite fréquemment au Touquet et, fin juillet, il effectua un aller-retour Merlimont, « exploit » renouvelé en août. Le 7 août, il passa au Touquet son brevet de pilote, le numéro 180. Le 3 mars 1911, Gaston obtint à son tour le brevet civil de pilote, le numéro 434.

#### Avionneurs

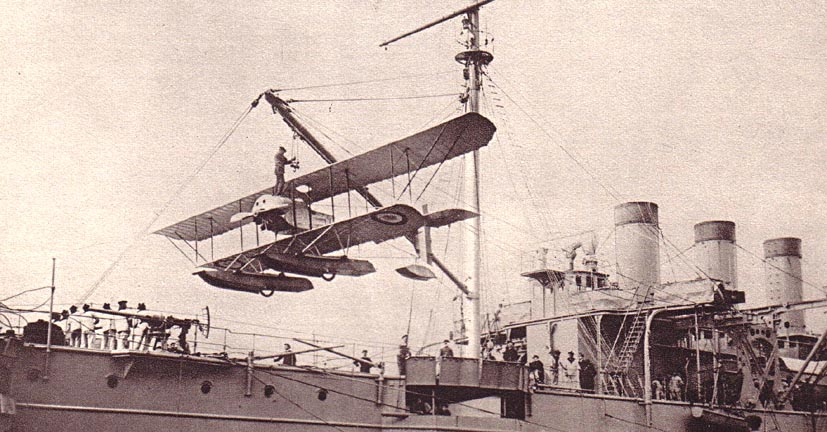
Embarquement d'un hydravion Caudron sur le transport d'hydravions Foudre en 1914.

Les frères Caudron devinrent également avionneurs. Ils créèrent en 1909 l'Association « Aéroplanes Caudron Frères » qui devint, dès 1910 la Société des avions Caudron initialement installée au Crotoy, puis à Rue et occupèrent une place particulière dans l'histoire de l'aviation. En 1912, ils créèrent le premier hydravion de l'histoire.
L'un des plus célèbres avions construit par les frères Caudron fut le biplan Caudron G.3, monomoteur qui connut un succès commercial permettant aux deux frères de développer et de diversifier la construction de plusieurs séries d'aéroplanes.
La Première Guerre mondiale permit l'expansion de l'entreprise à travers les commandes de l'armée française et la formation des pilotes (3 985 avions). Le modèle G3 fut utilisé notamment dans la reconnaissance aérienne.
Du fait de la guerre et de la proximité du front, les frères Caudron délocalisèrent leur usine qui quitta la Somme pour Issy-les-Moulineaux et Lyon.
En 1915, devant les insuffisances du G3 au front, les frères Caudron dessinèrent et construisirent le premier bimoteur militaire à entrer en service dans le monde, le Caudron G.4. Cet avion fut utilisé très largement pendant le premier conflit mondial pour des missions de reconnaissance, bombardement et même de protection. À ses commandes, plusieurs records furent tentés et battus, et notamment le record mondial absolu d'altitude. Le 7 novembre 1916, l'aviateur Italien Guido Guidi réussit l'exploit d'atteindre l'altitude de 7 950 m, seul à bord. Après la guerre, l'aviateur Poulet rejoignit l'Australie à son bord bien qu'ayant dû changer d'appareil pendant le trajet.
Le 1er février 1920, René Caudron recruta Adrienne Bolland, ancienne élève de l'école Caudron, comme pilote d'essai, ce fut la première femme qui occupa ce poste dans la société. Elle y resta trois ans.

#### École de pilotage
Dès 1910, ils créèrent aussi la toute première école de pilotage du monde : l'École de pilotage Caudron du Crotoy, attirant dans la Somme de futurs aviateurs. Les élèves faisaient chaque jour le circuit Le Crotoy - Le Touquet-Paris-Plage et retour avec atterrissage sur la plage. On installa pour eux un atelier de dépannage et réparation, à la suite des nombreux capotages dans le sable mou.
En 1913, l'école de pilotage se doubla d'une école militaire de pilotage. Durant l'année 1913, Gaston créa en Chine la première école de pilotage de ce pays. Il fut le premier pilote à survoler la Cité interdite, lors de la livraison de douze biplans type G3 commandés par la Chine.
Le dimanche 12 décembre 1915, à l'aérodrome de Lyon-Bron, Gaston Caudron, alors qu'il est interdit de vol d'essais par le ministère, effectua le vol d'essai d'un Caudron R.4 fraîchement assemblé. Après décollage à une altitude avoisinant 200 mètres, l'appareil semblant subitement déséquilibré et chutant brusquement à la verticale, éjecta ses occupants hors de sa carlingue qui s’écrasa dans une gerbe de flamme. Ce jour-là, Gaston Caudron pilote, Jaumes mécanicien et Demarez dessinateur perdirent la vie tués sur le coup.
En 1928, l'école d'aviation fut définitivement transférée à Ambérieu-en-Bugey dans l'Ain.

### Disparition de la société Caudron
La société Caudron s'installa notamment sur l'aérodrome de Guyancourt dans les Yvelines. Mais le 1er juillet 1933, Caudron Aéroplanes fut rachetée par Louis Renault qui rebaptisa la société « Caudron Renault ». René Caudron quitta la société en 1939.

## Les avions Caudron dans l'histoire de l'aviation

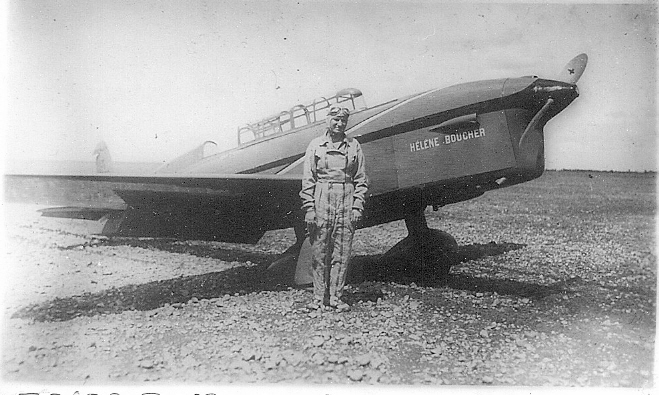
Hélène Boucher devant son Caudron Rafale.

- Le 7 novembre 1916, l'aviateur Italien Guido Guidi bat le record du monde absolu d'altitude en le portant à 7 950 m à bord d'un Caudron G4.
- Le 19 janvier 1919, Jules Védrines pose son Caudron G3 sur le toit des Galeries Lafayette à Paris, répondant à un défi lancé par la direction du magasin parisien[9].
- Le 14 octobre 1919, Étienne Poulet décolle à bord d'un Caudron G4 pour rejoindre l'Australie.
- Le 15 juin 1921 Bessie Coleman la prémière aviatrice afro-américaine reçoit son certificat de pilote aviateur au Crotoy.
- Le 1er avril 1921 Adrienne Bolland traverse la cordillère des Andes.
- En 1924, Raymond Delmotte remplace l’ancien chef pilote Jules Patin chez Caudron.
- En 1931, Suzanne Deutsch de La Meurthe (1892-1937), la fille d'Henry crée une coupe de vitesse pour avions sur 1 000 kilomètres qui sera courue jusqu'en 1937. Deux pilotes français, Georges Détré sur Potez 53 et Raymond Delmotte sur Caudron-362 enlevèrent successivement l'épreuve en 1933. Puis Hélène Boucher remporta la coupe en 1934 sur Caudron « Rafale » à plus de 409 km/h.
- Le 30 novembre 1934, Hélène Boucher se tue au départ de l'aérodrome de Guyancourt, lors d'un vol d'entrainement aux commandes d'un Caudron « Rafale »[10].

## Distinctions
Gaston Caudron est nommé chevalier de l'ordre national de la Légion d'honneur le 4 janvier 1916.
René Caudron est nommé chevalier le 7 août 1913 puis promu officier le 14 février 1921 et enfin promu commandeur de la Légion d'honneur le 31 octobre 1938.

## Hommages
Plusieurs communes rappellent le souvenir des frères Caudron :
- en Charente-Maritime :
  - à La Rochelle, une voie porte le nom de « rue Gaston-Caudron »[11],
  - à Royan, un square porte le nom de « square Gaston-Caudron »[12],
- en Haute-Garonne, à Balma, une voie porte le nom de « rue René-Caudron »[13] ;
- dans le Nord, à Maubeuge, une voie porte le nom de « rue René-Caudron »[14] ;
- dans l'Oise, à Margny-lès-Compiègne, une voie porte le nom de « rue René-Caudron »[15] ;
- dans le Pas-de-Calais :
  - à Baincthun, une voie porte le nom de « rue Caudron »[16],
  - à Bruay-la-Buissière, une voie porte le nom de « rue Caudron »[17],
  - au Touquet-Paris-Plage, une voie, proche de l'aéroport, porte le nom d'« impasse René-Caudron » ;
- dans la Somme :
  - un « monument aux frères Caudron » a été érigé au Crotoy dans l'entre-deux-guerres et une voie porte le nom d'« Avenue Gaston-Caudron »[18],
  - à Rue, le « musée des frères Caudron, pionniers de l'aviation en Picardie » retrace leurs carrières[19],
  - à Favières, une plaque gravée, fixée sur le pignon, signale leur maison de naissance,
  - à Ponthoile, un monument a été élevé, face au chemin d'accès à la ferme de Romiotte,
  - à Abbeville, une voie du centre-ville porte le nom de « rue des frères Caudron »[20],
  - à Amiens, une voie du centre-ville porte le nom de « rue Caudron »[21],
  - à Quend, une voie porte le nom de « rue Caudron »[22],
- dans les Hauts-de-Seine :
  - à Issy-les-Moulineaux, une voie porte le nom de « rue Gaston et René Caudron »[22],
  - à Rueil-Malmaison, une voie porte le nom de « rue des frères Caudron »[23],
- dans les Yvelines :
  - à Saint-Quentin-en-Yvelines (près de l'aérodrome de Guyancourt), une voie porte le nom de « rue René-Caudron »[24],
  - à Vélizy-Villacoublay, une voie du centre-ville porte le nom « rue des frères Caudron »[25],
  - à Voisins-le-Bretonneux, une voie porte le nom de « rue René-Caudron »[26].

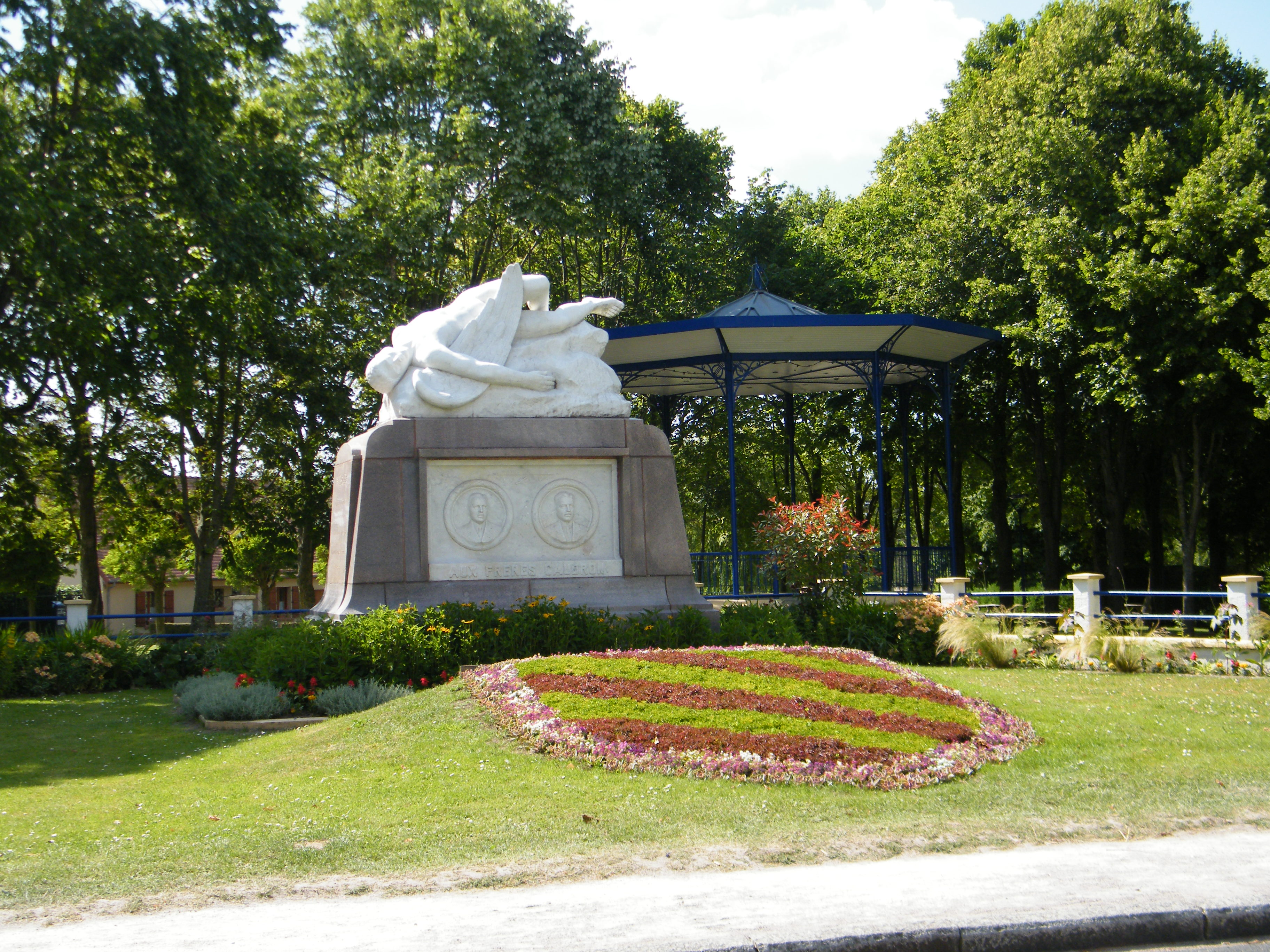
Monument au Crotoy.
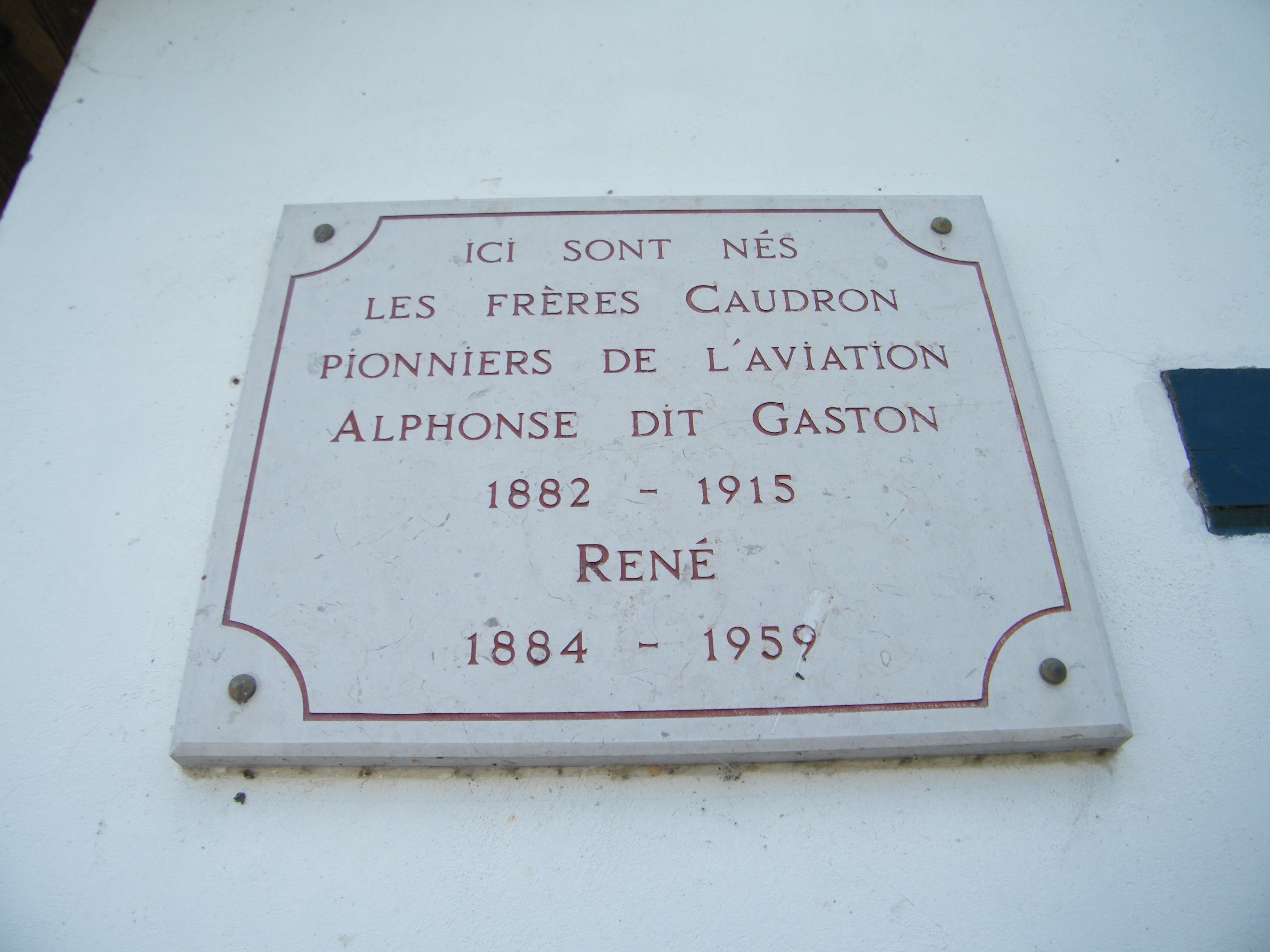
Lieu de naissance.
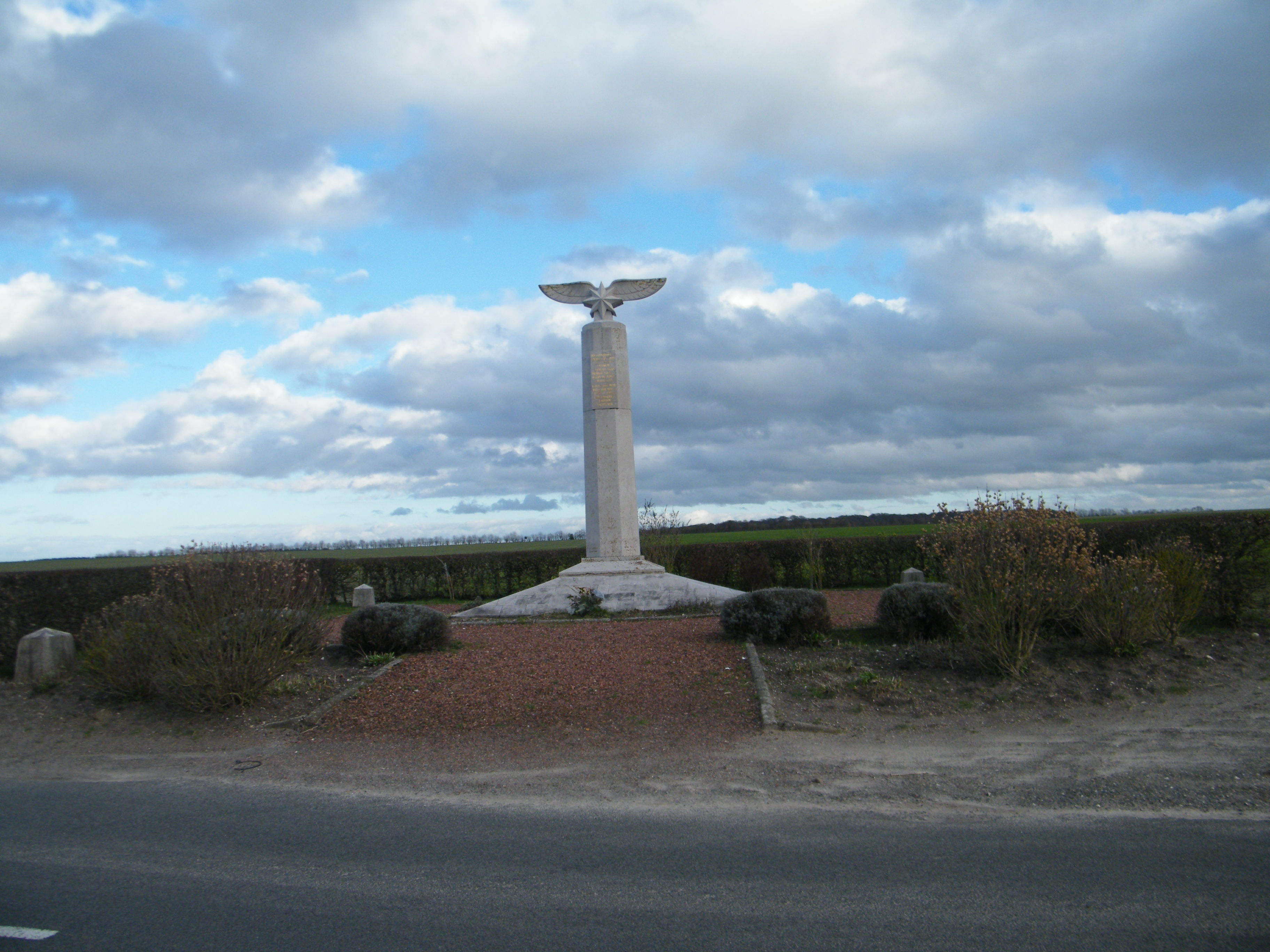
Monument aux frères Caudron à Ponthoile.
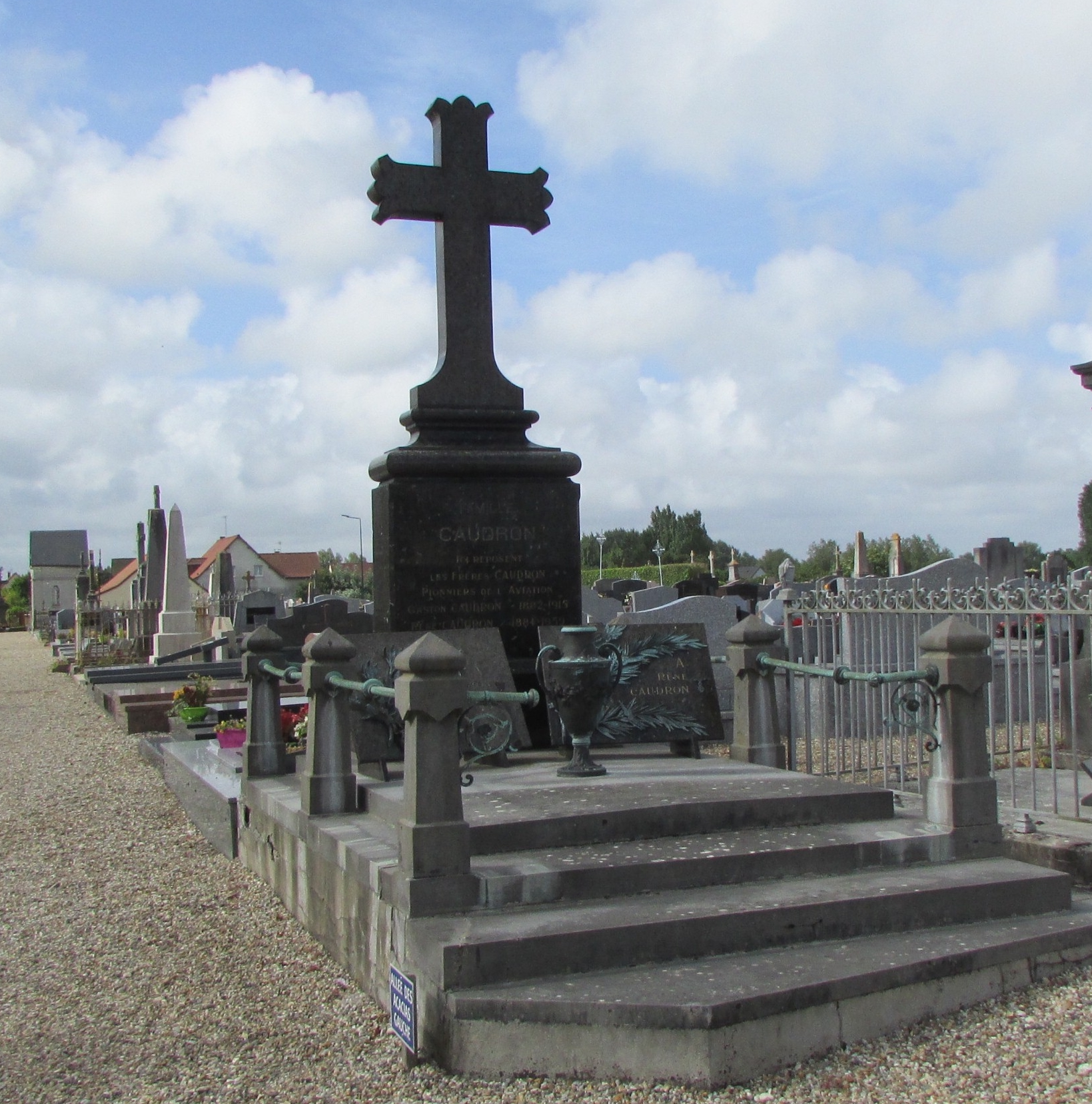
Tombe des Frères Caudron au cimetière de Rue.
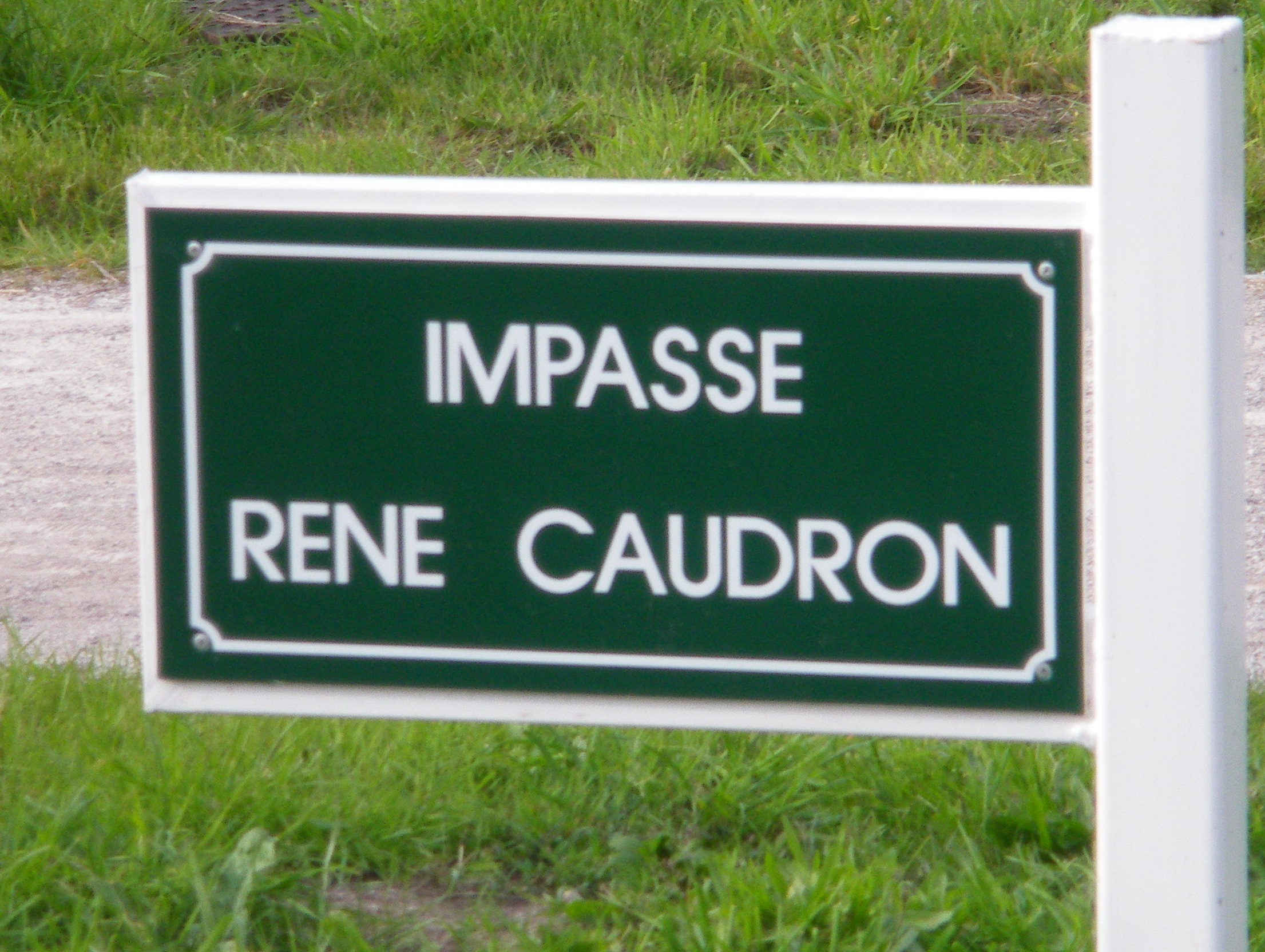
Impasse René-Caudron au Touquet-Paris-Plage.

## Pour approfondir